# Lagunes
Distriktet Lagunes   (fransk: District des Lagunes) er et af fjorten administrative distrikter i Elfenbenskysten.  Distriktet ligger i den sydlige del af landet og hovedstaden er byen Dabou.

## Oprettelse
Lacs distriktet blev oprettet i 2011 i en administrativ reorganisering af inddelingen i Elfenbenskysten. Distriktets område blev til ved at sammensætte de tidligere regioner Agnéby og Lagunes og fjerne territoriet for Abidjan Autonomous distrikt.

## Administrativ inddeling
Lagunes er inddelt i tre  regioner og følgende departmenter:
- Agnéby-Tiassa region (regionssæde i Agboville)
  - Agboville departement
  - Sikensi departement
  - Tiassalé departement
  - Taabo departement
- Grands-Ponts region (regionssæde også i  Dabou)
  - Dabou departement
  - Grand-Lahou departement
  - Jacqueville departement
- La Mé region (regionssæde i  Adzopé)
  - Adzopé departement
  - Akoupé departement
  - Alépé departement
  - Yakassé-Attobrou departement

## Befolkning
Ifølge foketællingen i 2021, har didstriktet Lagunes en befolkning på 2.042.623.

## References
1. 1 2  Citypopulation.de Population of the districts of Ivory Coast
2. ↑  Décret n° 2011-263 du 28 septembre 2011 portant organisation du territoire national en Districts et en Régions.
3. ↑  "Districts of Côte d'Ivoire (Ivory Coast)". Statoids.com. Hentet 24. juni 2015.

5°56′N 4°13′V / 5.933°N 4.217°V